# Doryopteris concolor
Doryopteris concolor là một loài thực vật có mạch trong họ Adiantaceae. Loài này được (Langsd. & Fisch.) Kuhn miêu tả khoa học đầu tiên năm 1879.